# Хулли
Хулли — царь неохетского государства Табал, взошедший на престол в 730 году до н. э.

## Биография
В 730 году до н. э. ассирийцами, по всей видимости, за величествование в титулатуре и отказ от выплаты дани был низложен их вассал — правитель Табала Васусарму. Как указал австралийский хеттолог Т. Брайс, ассирийский царь Тиглатпаласар III назначил на место Васусарму Хулли, в исторических источниках называемого «безродным». По мнению американской исследовательницы С. Мелвилл, несмотря на подобную характеристику, Хулли являлся представителем местной аристократии, соперничавшим с родом Васусарму. Коронация Хулли явилась первым актом непосредственного вмешательства Ассирии в вопросы престолонаследования в Табале.
Через несколько лет Хулли, в свою очередь, был также низложен ассирийцами — вероятно, сыном и наследником Тиглатпаласара III Салманасаром V, и выслан с семьей в Ассирию. Впоследствии, около 718 года до н. э., Хулли был восстановлен на троне братом и преемником Салманасара V Саргоном II. Т. Брайс отметил, что конкретные условия соглашения, если такое имелось, между Хулли и Саргоном II неизвестны. При этом был заключён династический союз — рассчитывая приобрести преданного союзника, Саргон II за сына Хулли Амбариса выдал свою дочь Ахатабишу. Этот брак, по замечанию С. Мелвилл, был первым и, по-видимому, последним случаем, когда ассирийцы прибегали к подобного рода политическим инструментам для закрепления связи со своими данниками. Земли властителей Табала, как подчеркнули востоковед И. М. Дьяконов и С. Мелвилл, были увеличены за счёт соседней расположенной к юго-западу горной Киликии (Хилакку).